# Variable proposicional
En lógica matemática, una variable proposicional (también llamada variable sentencial o letra sentencial) es una variable discreta que puede ser verdadera o falsa. Las variables proposicionales son los bloques de construcción básicos de las fórmulas proposicionales, usadas en lógica proposicional y en lógicas superiores.
Las fórmulas en lógica son comúnmente construidas recursivamente a partir de algunas variables proposicionales, algún número de conectivos lógicos, y algunos cuantificadores lógicos. Las variables proposicionales son las fórmulas atómicas de la lógica proposicional. Por ejemplo, en una lógica proposicional dada, se podría definir una fórmula de la siguiente manera:
- Cada variable proposicional es una fórmula.
- Dada una fórmula X, su negación ¬X es una fórmula.
- Dadas dos fórmulas X e Y, y un conectivo binario b (como por ejemplo la conjunción ∧), entonces (X b Y) es una fórmula.

De este modo, todas las fórmulas de la lógica proposicional son construidas utilizando variables proposicionales como unidades básicas.
Las variables proposicionales son representadas como predicados 0-arios en lógica de primer orden.